# Orebić
Orebić (en italien : Sabbioncello) est un village et une municipalité située en Dalmatie, dans le comitat de Dubrovnik-Neretva, en Croatie. Au recensement de 2001, la municipalité comptait 4 165 habitants, dont 92,68 % de Croates et le village seul comptait 1 949 habitants.

## Localités
La municipalité de Orebić compte 14 localités :
| - Donja Banda - Kučište - Kuna Pelješka - Lovište - Nakovanj - Orebić - Oskorušno | - Pijavičino - Podgorje - Podobuče - Potomje - Stanković - Trstenik - Viganj |